# Demba Nabé

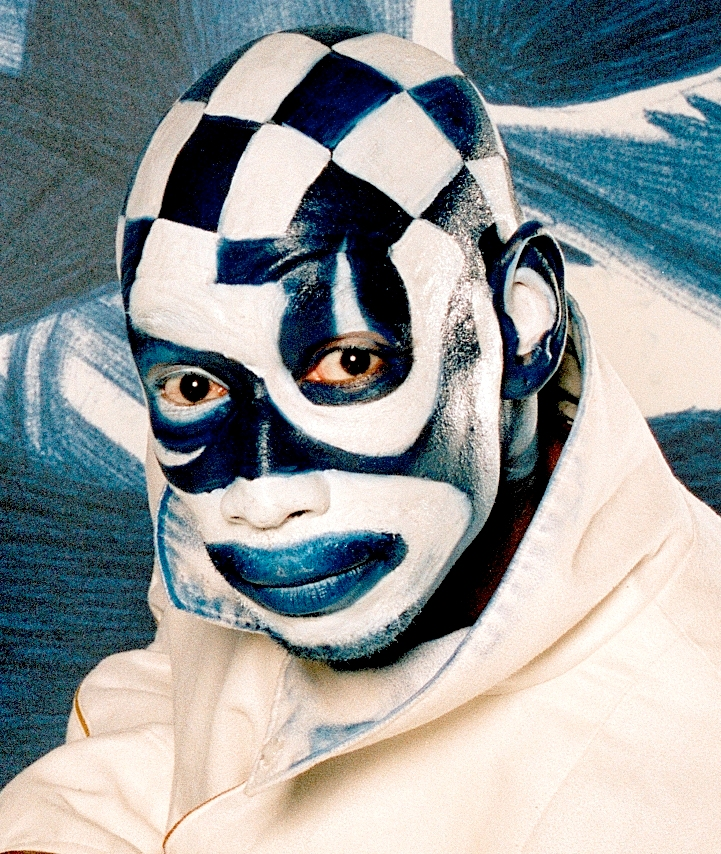
Demba Nabé (Boundzound) 2010

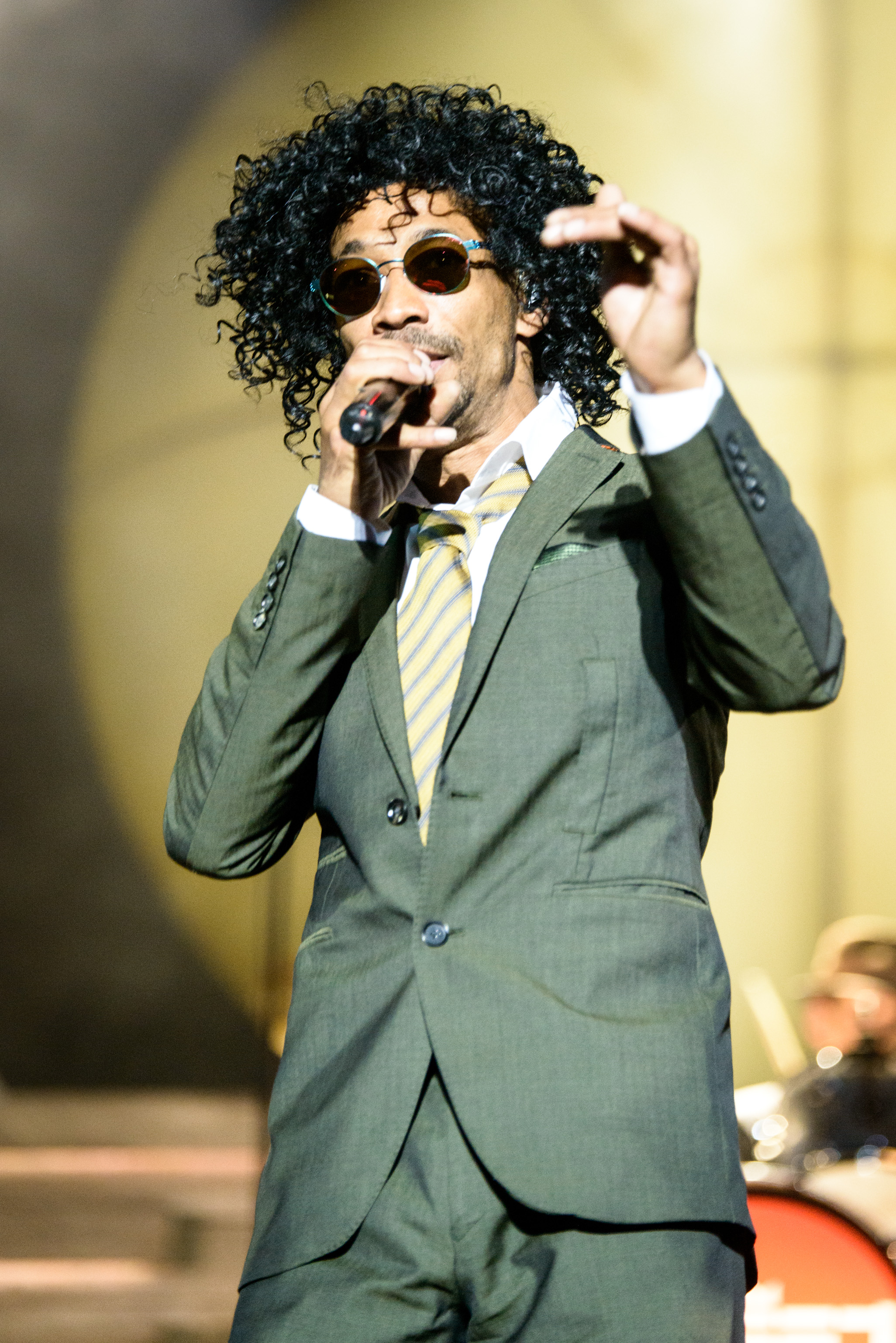
Demba Nabé mit Seeed beim Lollapalooza 2015

Demba Nabé (* 27. Januar 1972 in Berlin-Buch; † 31. Mai 2018; Künstlernamen Boundzound, Ear und Demba Nabeh Boundzound) war ein deutscher Dancehall-Musiker sowie Rapper und einer der drei Frontmänner sowie Gründungsmitglied der Band Seeed.

## Leben
Nabés Vater stammt aus Guinea und kam zunächst als Student in die DDR, bevor er zurückkehrte und Bildungsminister Guineas wurde. Nabé begann 1989 Theaterstücke zu schreiben, die mit finanzieller Unterstützung des Landes Berlin teilweise auch aufgeführt wurden. Er spielte selbst in seinen Theaterstücken mit, wie beispielsweise im freien Theaterensemble des Berliner Zan Pollo-Theaters. Später konzentrierte er sich mehr auf Gesang, Klarinette sowie Songwriting und begann eine Ausbildung an der Hochschule für Musik Hanns Eisler Berlin im Fach Tanz.
Nabé war ab 1998 einer der drei Sänger von Seeed. Neben den Aktivitäten bei Seeed gründete er 2007 sein Soloprojekt Boundzound. Das Debütalbum erschien 2007 und ist nach seinem Künstlernamen Boundzound benannt. Produziert wurde es vom Produzententrio The Krauts. Das Album enthält die beiden erfolgreichen Singles Louder und Stay Alive. Erstgenannter Song erreichte die Top 20 in Deutschland. Im selben Jahr wurde Boundzound vom Radiosender 1 Live als „Bester Newcomer des Jahres“ mit der 1 Live Krone ausgezeichnet. Im Juli 2010 erschien die Single Bang. Sie enthält einen Gastbeitrag der deutschen Soul-Sängerin Oceana. Das Album Ear entstand in Zusammenarbeit mit dem Musiker Montana Beats und erschien im August 2011.
Nabé arbeitete auch als bildender Künstler. Er entwarf die Cover seiner Alben selbst und stellte Bilder aus.

## Solo-Diskografie

### Studioalben
| Jahr | Titel      | Höchstplatzierung, Gesamtwochen, AuszeichnungChartplatzierungen (Jahr, Titel, Platzierungen, Wochen, Auszeichnungen, Anmerkungen) | Höchstplatzierung, Gesamtwochen, AuszeichnungChartplatzierungen (Jahr, Titel, Platzierungen, Wochen, Auszeichnungen, Anmerkungen) | Höchstplatzierung, Gesamtwochen, AuszeichnungChartplatzierungen (Jahr, Titel, Platzierungen, Wochen, Auszeichnungen, Anmerkungen) | Anmerkungen                      |
| Jahr | Titel      | DE | AT | CH | Anmerkungen                      |
| ---- | ---------- | --- | --- | --- | -------------------------------- |
| 2007 | Boundzound | DE55 (2 Wo.)DE | — | — | Erstveröffentlichung: April 2007 |

Weitere Veröffentlichungen:
- 2011: EAR

### Singles
| Jahr | Titel Album           | Höchstplatzierung, Gesamtwochen, AuszeichnungChartplatzierungen (Jahr, Titel, Album, Platzierungen, Wochen, Auszeichnungen, Anmerkungen) | Höchstplatzierung, Gesamtwochen, AuszeichnungChartplatzierungen (Jahr, Titel, Album, Platzierungen, Wochen, Auszeichnungen, Anmerkungen) | Höchstplatzierung, Gesamtwochen, AuszeichnungChartplatzierungen (Jahr, Titel, Album, Platzierungen, Wochen, Auszeichnungen, Anmerkungen) | Anmerkungen                                  |
| Jahr | Titel Album           | DE | AT | CH | Anmerkungen                                  |
| ---- | --------------------- | --- | --- | --- | -------------------------------------------- |
| 2007 | Louder Boundzound     | DE17 (11 Wo.)DE | AT33 (12 Wo.)AT | — | Erstveröffentlichung: April 2007             |
| 2007 | Stay Alive Boundzound | DE85 (1 Wo.)DE | — | — | Erstveröffentlichung: September 2007         |
| 2010 | Bang EAR              | DE49 (2 Wo.)DE | AT42 (2 Wo.)AT | — | Erstveröffentlichung: Juli 2010 feat. Oceana |

## Auszeichnungen
- 2007: 1Live Krone: Bester Newcomer